# المنقل (العدين)

تعديل مصدري - تعديل

المنقل محلة تابعة لقرية ما جديد، التابعة لعزلة الجبلين بمديرية العدين إحدى مديريات محافظة إب في الجمهورية اليمنية.، بلغ تعداد سكانها 134 حسب تعداد اليمن لعام 2004.